# Châteauroux Classic de l'Indre 2011
La Châteauroux Classic de l'Indre 2011 est la huitième édition de cette course cycliste sur route masculine. Elle a lieu le 21 août 2011 et est remportée par Anthony Ravard.

## Classement final
|    | Coureur            | Pays        | Équipe                  |    | Temps           |
| -- | ------------------ | ----------- | ----------------------- | -- | --------------- |
| 1  | Anthony Ravard     | France      | AG2R La Mondiale        | en | 4 h 23 min 07 s |
| 2  | Yauheni Hutarovich | Biélorussie | FDJ                     | +  | m.t.            |
| 3  | Jasper Bovenhuis   | Pays-Bas    | Rabobank Continental    |    | m.t.            |
| 4  | Martin Gilbert     | Canada      | SpiderTech-C10          |    | m.t.            |
| 5  | Saïd Haddou        | France      | Europcar                |    | m.t.            |
| 6  | Jetse Bol          | Pays-Bas    | Rabobank Continental    |    | m.t.            |
| 7  | Joaquín Sobrino    | Espagne     | Caja Rural              |    | m.t.            |
| 8  | Tony Gallopin      | France      | Cofidis                 |    | m.t.            |
| 9  | Davy Commeyne      | Belgique    | Landbouwkrediet         |    | m.t.            |
| 10 | Evert Verbist      | Belgique    | Verandas Willems-Accent |    | m.t.            |